# Pazhugal
Pazhugal è una suddivisione dell'India, classificata come town panchayat, di 17.302 abitanti, situata nel distretto di Kanyakumari, nello stato federato del Tamil Nadu. In base al numero di abitanti la città rientra nella classe IV (da 10.000 a 19.999 persone).

## Geografia fisica
La città è situata a 08° 22' 34 N e 77° 10' 19 E.

## Società

### Evoluzione demografica
Al censimento del 2001 la popolazione di Pazhugal assommava a 17.302 persone, delle quali 8.459 maschi e 8.843 femmine. I bambini di età inferiore o uguale ai sei anni assommavano a 2.014, dei quali 1.012 maschi e 1.002 femmine. Infine, coloro che erano in grado di saper almeno leggere e scrivere erano 13.271, dei quali 6.702 maschi e 6.569 femmine.